# 26-й армейский корпус (Российская империя)
26-й армейский корпус — общевойсковое соединение (армейский корпус) Русской императорской армии. Образован 15 августа 1914 года.

## Состав при сформировании
- 53-я пехотная дивизия
- 56-я пехотная дивизия

## Командование корпуса

### Командиры
- 15.08.1914 — 28.12.1916 — генерал от инфантерии Гернгросс, Александр Алексеевич
- 28.12.1916 — 06.08.1917 — генерал-лейтенант Миллер, Евгений Карлович
- 06.08.1917 — 07.09.1917 — генерал-лейтенант Мартынов, Александр Владимирович
- 07.09.1917 — 09.09.1917 — генерал-лейтенант Юзефович, Яков Давидович
- 09.09.1917 - 23.10.1917 - генерал-лейтенант Вирановский Георгий Николаевич с 23.10.1917 - генерал-майор Алексеев Николай Николаевич

### Инспекторы артиллерии
- 15.08.1914 — 29.12.1915 — генерал-майор (с 16.05.1915 генерал-лейтенант) фон Гилленшмидт, Александр Фёдорович

Боевой путь
В июне 1916 г. части корпуса выдержали газовую атаку противника.